# بسام الشکعه
بسام الشکعه با نام کامل بسام أحمد الشکعة (عربی: بسام الشکعة)(زاده: ۱۹۳۰ - درگذشته ۲۲ ژوئیه ۲۰۱۹) یکی از افراد برجسته نابلس در فلسطین است.

## فعالیت‌ها
شهردار سابق نابلس، از چهره‌های شناخته شده ملی فلسطین است که در جامعه فلسطین بسیار مورد احترام است. او یک ملی‌گرای عرب است و رهبر بعثی‌ها در فلسطین است. در سال ۱۹۵۹ او از حزب بعث سوسیالیست استعفا داد و با جدایی سوریه و مصر مخالف بود، وی در سال ۱۹۶۲در زندان بود و به مصر رفت، جایی که او به عنوان یک پناهنده سیاسی محسوب می‌شد تا اینکه توسط ملک حسین بن طلال عفو همه پناهندگان سیاسی و افسران اردنی صادر شد و او نیز در ۱۹۶۵ به اردن و شهرستان خود نابلس بازگشت.
الشکعه در سال ۱۹۷۶ در صدر لیست ملی‌گرایان به عنوان شهردار نابلس قبل از ایجاد تشکیلات خودگردان فلسطین انتخاب شد و با دیگر نمایندگان سازمان‌های مردمی و احزابی که در سرزمین‌های اشغالی فعالیت می‌کردند کمیته رهبری ملی را تشکیل داد که منجر به مبارزه فلسطینی‌ها علیه شهرک‌سازی‌ها و شیوه‌های عمل اشغالگران گردید.

## ترور
در ۲ ژوئن ۱۹۸۰ وی در معرض یک ترور که گفته می‌شد کار سازمان تروریستی مخفی صهیونیستی است قرار گرفت، که منجر به قطع پای وی در اثر انفجار یک بمب که در خودروی او کار گذاشته شده بود شد. طرح ترور وی و دو شهردار دیگر در کرانه غربی باعث شعله‌ور شدن قیامی شد که چند ماه به طول انجامید و شهرستانهای مختلف فلسطینی را دربرگرفت.

## حبس خانگی
الشکعه به عنوان چهره ای که مواضع مستقل و مخالف با سیاست رئیس‌جمهور فقید یاسر عرفات داشت شناخته می‌شد که با امتیازاتی که در طول موافقتنامه اسلو داده شده بود، به شدت مخالف است و همچنان بر اصول خود و هویت و ناسیونالیسم عربی که به آن معتقد بود پای فشاری می‌کرد. او مدت ۵ سال در محاصره خانگی قرار داشت و سربازان اسرائیلی در اطراف خانه او بوده و مانع از برقراری ارتباط او با دیگران می‌شدند؛ ولی او و اعضای خانواده اش همچنان ثابت قدم و مقاوم به دفاع از حق خود و حق مردمش ایستاد و هرگز با آن‌ها سازش نکرد. وی در مصاحبه ای با CNN گفت:
«اگر آنها توانستند پای مرا قطع کنند ولی هرگز نخواهند توانست مانع ادامه مبارزه من شوند. صهیونیست خواهان مرگ من است اما خدا به من زندگی را برای دفاع از فلسطین داد تا به‌دفاع از فلسطین برخیزم زیرا این به خلق‌های عرب و ملت عرب بر می‌گردد و یک موضوع ملی و عربی است»